# Лободино
Лободино (укр. Лободине) — село,
Краснознаменский сельский совет,
Гадячский район,
Полтавская область,
Украина.
Код КОАТУУ — 5320483404. Население по переписи 2001 года составляло 141 человек.

## Географическое положение
Село Лободино находится в 4,5 км от левого берега реки Хорол.
В 1-м км расположено село Чернече.
По селу протекает пересыхающий ручей с запрудой.

## История
- 1628 — дата основания.